# 肉骨茶
肉骨茶（バクテー）はマレーシアとシンガポールのスープ料理である。「パクテー」とも呼ばれる。
閩南語の白話字表記 bah-kut-tê に由来し、潮州語の発音は nêg8-gug4-dê5、アルファベット表記は Bak kut teh である。

## 概要
ぶつ切りにした皮付き豚あばら肉や内臓肉を、漢方薬に用いる生薬と中国醤油で煮込んだ料理である。一般的に土鍋で供し、炊いた白米にスープを掛けながら食す。好みで刻んだ生ニンニクや青唐辛子を付けたりスープに入れる。油条を切ったものをスープに浸して食す。甘口で粘性がある中国醤油の Thick Soy Sauce を提供する店が多い。
伝統的な具材は豚肉のみとされるが、野菜類、きのこ類、中国湯葉、厚揚げなどを追加する店も多い。
生薬はスターアニス（大茴香）、シナモン（桂皮）、クローブ（丁子）、コショウ（胡椒）、ニンニク（大蒜）などをおもに用いるが、ほかの組み合わせも多く店により個性がある。
料理名「肉骨茶」の由来は諸説ある。料理に茶葉は使用しないが、料理を創ったとされる「李文地」の「地」、この料理の元来名称「肉骨地」、ビン南語で「地」と「茶」の音が類似、これら語音によるとする説がある。多くの肉骨茶屋は「どの茶にするか」と選択可能で「○○茶使用」と看板に記すなど、米や油条とともに茶を提供することによるとする説もある。
外食として朝食や昼食で食すことが多くファストフードだが、ほかの地域では薬膳料理としても紹介されている。

## 歴史
マレーシアがイギリスの植民地当時、中国本土から渡来した福建省出身の中国人が故郷の料理をもとにして作り始めた。おもに港で苦力として重労働に就く貧しい彼らの、安くて良い栄養補給源となった。苦力らが解体した後に残った「削ぎ落しきれなかった肉片がついた骨」を利用したことが「肉骨」の由来とする説がある。マレーシアで漢方薬医が病弱な息子のために「食事療法」として漢方を用いて滋養強壮になる薬膳料理として作り始めた、とする説もある。
クアラルンプール近郊の港町クラン（Klang /旧 Kelang）は発祥の地として知られ、店も多い。クランで伝統的とされるものは、漢方「熟地黄」を煮出した濃い醤油色のスープで濃厚な風味が多い。
シンガポールスタイルは、透明に近い色で塩味のスープに胡椒を利かせる。シンガポール対岸のマレーシアのジョホールバルはシンガポールスタイルが多く見られる。広東省潮州出身の調理人の味に由来とする説がある。
スープの色からマレーシア系を「黒バク」、シンガポール系を「白バク」と俗称する在住邦人も多く見られる。
発祥も諸説もあり、海南鶏飯とともにマレーシアとシンガポールの間で論争がある。

## 現在
マレーシアは、クランやクアラルンプールで早朝に開業して昼食時前に閉まる店もあるが、現在は夜まで営業する店も多い。マレーシアで人口の3割ほどを占める華人が好む料理だが、最大民族のムスリムマレー人は教義が禁ずる豚肉食を口にしない。
現在はマレーシア風、シンガポール風、福建風、海南風など伝統的なものに加え、海鮮や鶏を具にしたもの、汁なしバクテー (Dry Bak kut teh)、中華系ベジタリアン向け野菜の素食肉骨茶、などもある。
肉骨茶の素がスーパーマーケットや薬局などで市販され、ティーバッグ状、漢方薬効を期待するもの、客の要望で生薬を調整する店などもある。